# Anna Musytschuk
Anna Musytschuk (auch Musitschuk; ukrainisch Анна Музичук oder Ганна Музичук, slowenisch Ana Muzičuk, beim Weltschachbund FIDE Anna Muzychuk; * 28. Februar 1990 in Lwiw) ist eine ukrainische Schachspielerin und Großmeisterin. Sie spielte von Juni 2004 bis Mai 2014 für den slowenischen Schachverband. 2014 und 2016 wurde sie Weltmeisterin im Blitzschach; 2016 wurde sie zudem Weltmeisterin im Schnellschach; 2017 wurde sie Vize-Weltmeisterin gegen Tan Zhongyi bei der Schach-Weltmeisterschaft der Frauen in Teheran; 2025 gewann sie die Frauensektion von Norway Chess. 
Anna Musytschuk ist die ältere Schwester der ehemaligen Weltmeisterin Marija Musytschuk.

## Leben

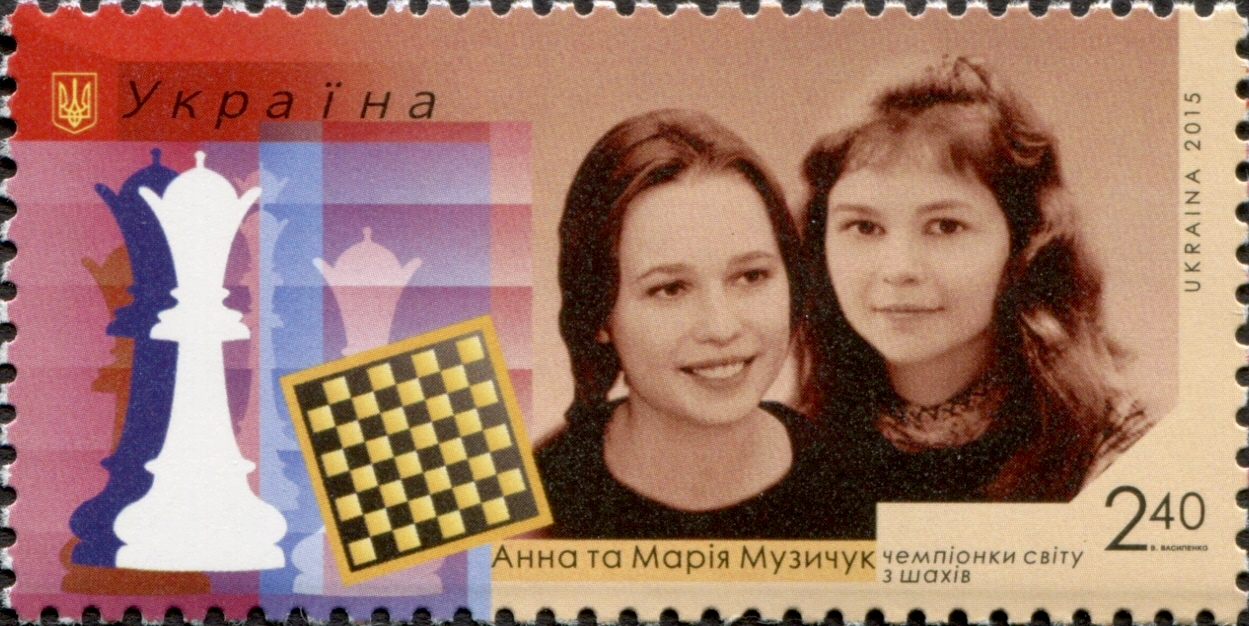
Die Musytschuk-Schwestern auf einer ukrainischen Briefmarke (2015)

Anna Musytschuk gewann mehrere Jugendeuropameisterschaften der Mädchen (U10 1998 in Mureck, 2000; U12 2002; U14 2003, 2004), außerdem gewann sie die Jugendweltmeisterschaft U16 weiblich 2005 und die Juniorinnenweltmeisterschaft 2010. In den Jahren 2003 und 2014 siegte sie bei der ukrainischen Einzelmeisterschaft der Frauen.
Sie wurde 2002 Internationaler Meister der Frauen (WIM) und 2004 Großmeister der Frauen (WGM). Der Titel eines Internationalen Meisters (IM) wurde ihr 2007 verliehen, die erforderlichen Normen erfüllte sie bei der Schacholympiade 2006 der Frauen in Turin und in der serbischen Mannschaftsmeisterschaft der Frauen 2007. Seit 2012 ist Anna Musytschuk Großmeister (GM), die Normen erfüllte sie im Oktober 2008 beim European Club Cup der Frauen in Chalkidiki, im September 2009 beim InventiChess 2009 in Antwerpen, im August 2011 bei einem Turnier des FIDE Grand Prix der Frauen 2011–2012 in Rostow und im Oktober 2011 bei der Mannschaftseuropameisterschaft 2011 der Frauen in Porto Carras. Ihre jüngere Schwester Marija (* 1992) trägt ebenfalls den Großmeister-Titel und war von 2015 bis 2016 Weltmeisterin der Frauen.
Im Juli 2016 führte Anna Musytschuk die ukrainische Rangliste der Frauen an und belegte Platz 5 der FIDE-Weltrangliste der Frauen.
Am 28. Dezember 2016 wurde sie mit 9,5 Punkten aus zwölf Partien in Doha (Katar) Weltmeisterin im Schnellschach und gewann zwei Tage später mit 13 Punkten aus 17 Partien auch den Weltmeistertitel der Frauen im Blitzschach. Bei der vom 10. Februar bis 5. März 2017 in Teheran im K.-o.-System ausgetragenen Weltmeisterschaft der Frauen drang sie bis ins Finale vor, wo sie nach der 2. Tie-Break-Partie der Chinesin Tan Zhongyi nach zuvor vier gespielten klassischen Partien mit 2,5:3,5 unterlag. Hier die dritte Partie (ihr einziger Sieg in dem Match).
3. Partie
|   | a | b | c | d | e | f | g | h |   |
| 8 |   |   |   |   |   |   |   |   | 8 |
| 7 |   |   |   |   |   |   |   |   | 7 |
| 6 |   |   |   |   |   |   |   |   | 6 |
| 5 |   |   |   |   |   |   |   |   | 5 |
| 4 |   |   |   |   |   |   |   |   | 4 |
| 3 |   |   |   |   |   |   |   |   | 3 |
| 2 |   |   |   |   |   |   |   |   | 2 |
| 1 |   |   |   |   |   |   |   |   | 1 |
|   | a | b | c | d | e | f | g | h |   |

Musytschuk–Zhongyi 1:0
Teheran, 1. März 2017
Französische Verteidigung, Klassisches System (Steinitz-Variante), C11
1. e4 e6 2. d4 d5 3. Sc3 Sf6 4. e5 Sfd7 5. f4 c5 6. Sf3 Sc6 7. Le3 Le7 8. Dd2 0–0 9. dxc5 Lxc5 10. 0–0–0 Da5 11. a3 Le7 12. Ld3 a6 13. h4 b5 14. Lxh7+ Kxh7 15. Dd3+ Kg8 16. Sg5 f5 17. Sxd5 b4 18. Sxe7+ Sxe7 19. Ld2 Tb8 20. Dd6 Dc5 21. Lxb4 Dxd6 22. Lxd6 Sg6 23. Sxe6 Te8 24. Lxb8 Txe6 25. g3 Lb7 26. Th2 Sc5 27. Td8+ Kh7 28. Ld6 Se4 29. h5 Sh8 30. h6 Sf7 31. Td7 Txd6 32. Txf7 1:0
Im Dezember 2017 entschied sie sich, auf die Verteidigung ihrer Weltmeistertitel im Schnell- und Blitzschach zu verzichten, da sie dazu in Riad nach Vorgaben der Veranstalter eine Abaya (ein Überkleid) hätte tragen müssen. „Ich habe beschlossen, nicht nach irgendjemandes Regeln zu spielen, nicht ein Überkleid zu tragen, nicht begleitet zu werden, wenn ich hinausgehe, und mich alles in allem nicht als Lebewesen zweiter Klasse zu fühlen“, so Musytschuk.

## Nationalmannschaft

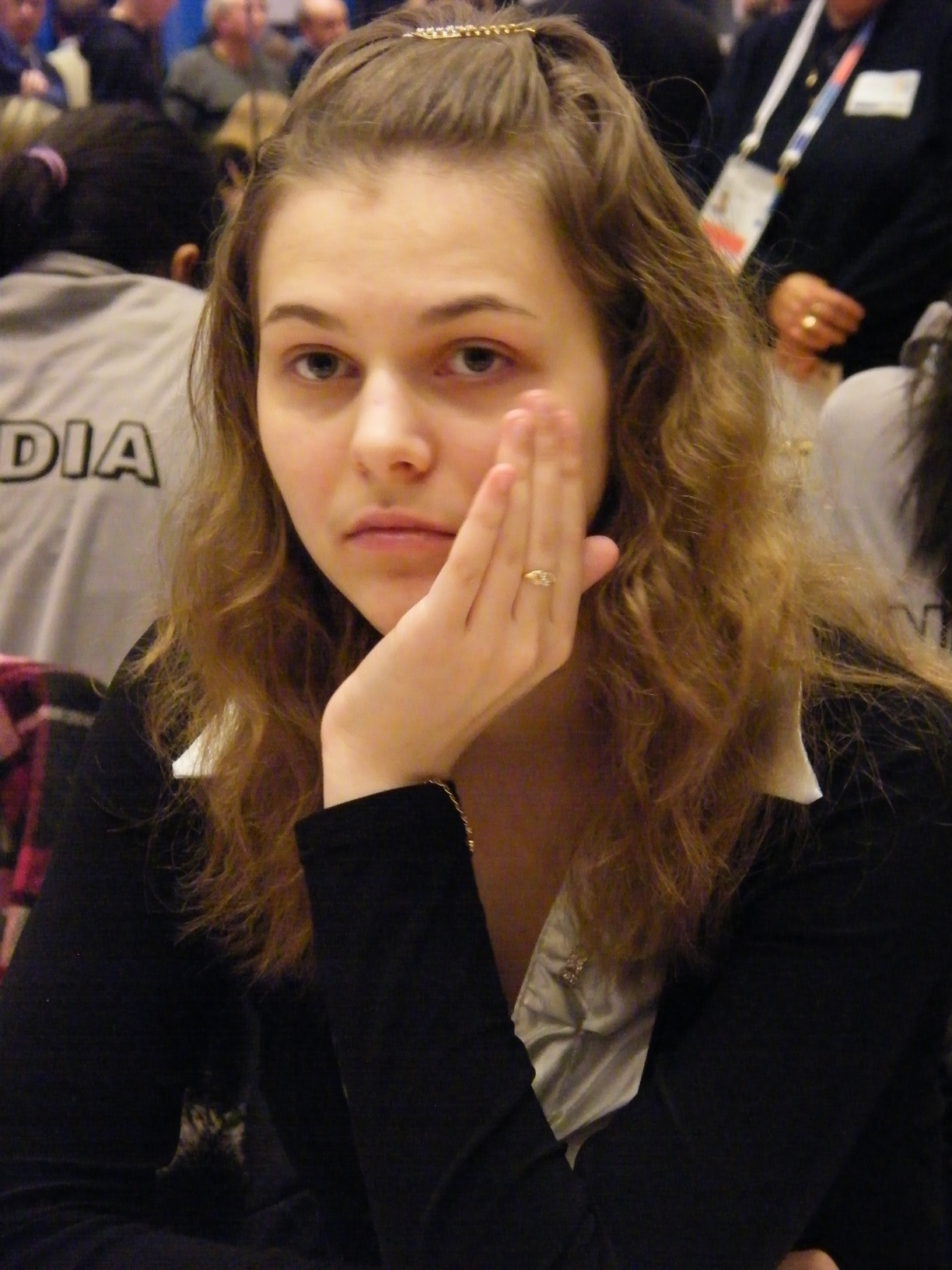
Muzychuk bei der Schacholympiade in Dresden 2008

Bei den Schacholympiaden von 2004 bis 2012 spielte sie jeweils am Spitzenbrett der slowenischen Frauen-Nationalmannschaft, ebenso bei den vier Mannschaftseuropameisterschaften von 2005 bis 2011. 2011 erreichte sie das beste Einzelergebnis am Spitzenbrett. Bei der Schacholympiade 2014 spielte sie am Spitzenbrett der ukrainischen Frauenmannschaft und erreichte mit dieser den dritten Platz, bei der Mannschaftseuropameisterschaft der Frauen 2015 erreichte sie mit der Ukraine den zweiten Platz. Mit der Ukraine nahm sie ferner an den Frauenwettbewerben der Schacholympiaden 2016 und 2018, der Mannschafts-EM 2017 und der Mannschafts-WM 2019 teil. Dabei erreichte sie mit der Mannschaft bei der Schacholympiade 2018 den zweiten, bei der Schacholympiade 2016 und der Mannschafts-EM 2017 jeweils den dritten Platz und erzielte jeweils am Spitzenbrett bei der Olympiade 2016 das beste und bei der Mannschafts-EM 2017 das zweitbeste Ergebnis.

## Vereine
Am European Club Cup der Frauen nahm Musytschuk insgesamt zwölfmal teil (2006 und 2007 mit AVS Krasnoturinsk, 2008 mit ŠK T-Com Podgorica, 2009 mit Ekonomist SGSEU Saratov und 2010 bis 2014, 2016 und 2018 mit CE Monte Carlo sowie 2019 mit Kiew Chess Federation). In der Mannschaftswertung gewann sie 2010, 2012, 2013, 2016 und 2018, erreichte 2007 und 2014 den zweiten sowie 2006 und 2008 den dritten Platz, in der Einzelwertung gewann Musytschuk 2011 am zweiten, 2012 und 2013 jeweils am dritten Brett, erreichte 2006 am vierten, 2008 am ersten, 2014 und 2016 am zweiten Brett jeweils das zweitbeste Ergebnis sowie 2010 am dritten Brett das drittbeste Ergebnis. In der deutschen Schachbundesliga war sie von 2009 bis 2011 für den Schachclub Eppingen gemeldet, hatte allerdings nur vier Einsätze in der Saison 2009/10. In der deutschen Frauen-Bundesliga wurde sie 2006 mit dem Dresdner SC deutscher Meister und ist seit 2009 für die OSG Baden-Baden gemeldet, mit der sie 2015, 2016 und 2018 den Titel gewann. Die französische Mannschaftsmeisterschaft der Frauen gewann sie 2010 und 2011 mit Évry Grand Roque, in der Saison 2009/10 hatte sie auch in der französischen Mannschaftsmeisterschaft, der Top 16, zwei Einsätze. In der höchsten ungarischen Spielklasse, der NB I. Szabó László csoport wurde Anna Musytschuk in der Saison 2005/06 einmal bei Honvéd Budapest eingesetzt.
Sie gewann die polnische Mannschaftsmeisterschaft 2012 mit Polonia Warszawa und die chinesische Mannschaftsmeisterschaft 2012 und 2017 mit Shanghai. Vorher hatte sie in China für Tianjin gespielt, 2018 spielte sie für Shandong. In der spanischen Mannschaftsmeisterschaft spielte Musytschuk 2018 für Solvay.